# Vedbend-familien
Vedbend-familien (Araliaceae) er en lille familie med 43 slægter og 1450 arter, som mest er udbredt i troperne, dog med enkelte i de tempererede egne. De kan kendes på, at de oftest er træer eller buske (sjældnere stauder), som er ret korte i stammen. De har store og tydelige bladar, og hele planten lugter ofte ret kraftigt. Blomsterne er oftest 5-tallige, men arter med 4-tallige blomster kendes også. De er samlet i skærmagtige blomsterstande. Planterne er hyppigt tornede, og som regel sidder tornene ved bladfoden.
Her nævnes kun de slægter, der er vildtvoksende eller dyrket i Danmark.
| Slægter |

- Aralie (Aralia)
- Fatshedera (x Fatshedera lizei)
- Stuearalie-slægten (Fatsia)
- Ginseng-slægten (Panax)
- Kalopanax-slægten (Kalopanax)
- Tornpanax-slægten (Oplopanax)
- Parasolblad (Schefflera)
- Tornaralie (Eleutherococcus)
- Vedbend (Hedera)